# 塞勒姆 (北卡羅萊納州)
塞勒姆（英語：Salem）是位於美國北卡羅萊納州伯克縣的普查規定居民點。

## 人口
根據2020年美國人口普查的數據，塞勒姆的面積為11.12平方千米，皆為陸地。當地共有人口2356人，而人口密度為每平方千米211.87人。